# Дойч, Фриц
Фриц Дойч (нем. Fritz Deutsch; 1921, Райхенберг, Чехословакия — 1990, Кёльн) — немецкий ювелир.

## Биография
Фриц Дойч вырос в Райхенберге. После смерти отца его мать переехала в Кёльн по работе, и мальчик был отдан на попечение бабушки. Позже он и его брат последовали за матерью в Кёльн. Семья подала заявление на выезд в США, где уже жила бабушка. Поскольку заявка была одобрена только в 1941 году, её больше нельзя было использовать. Дойч, которого Нюрнбергские расовые законы считали «полуевреем», был схвачен и депортирован в 1943 году в Освенцим, где его заставляли выполнять принудительные работы. Его здоровье было сильно подорвано маршами смерти, и он был освобожден в Хиршберге (ныне Еленя-Гура).

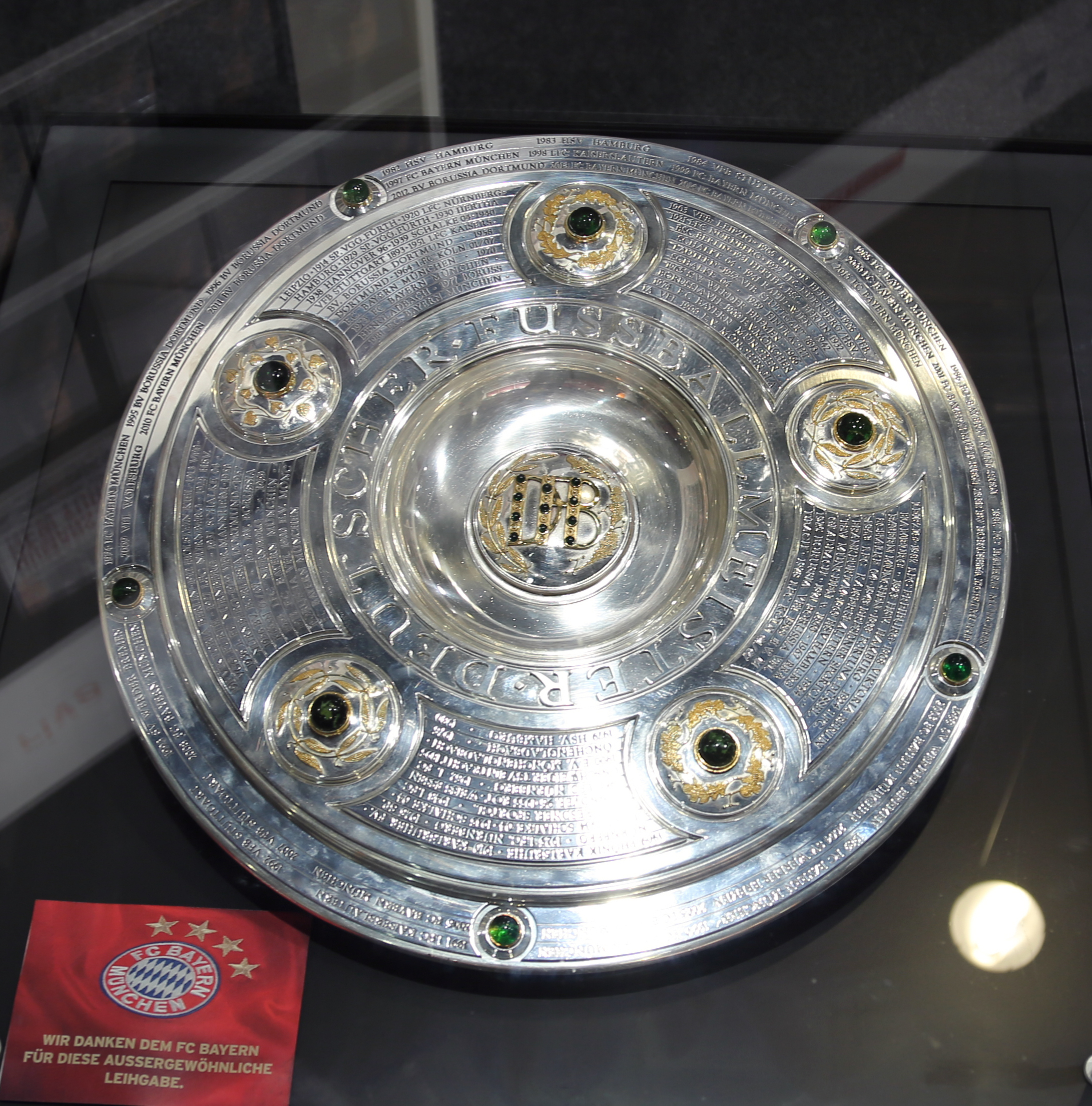
Кубок чемпионата Германии по футболу, созданный совместно с Фрицем Дойчем (Международная Книжная ярмарка, Франкфукт, 2015)

Вернувшись в Кёльн, Фриц Дойч поступил в Высшую художественную школу-мастерскую и окончил её в магистратуре у ювелира и золотых дел мастера Элизабеты Тресков. Затем он жил и работал фрилансером в Кельне. Он сотрудничал со многими работами Тресков или реализовал её проекты.
Будучи ювелиром, Дойч проявлял особый интерес к античности, вдохновленный своей учительницей Тресков. Специалист по Древнему Ближнему Востоку Эллен Рем считает, что нумизмат и торговец монетами и геммами Тилл Кроха (1929—2015) поддерживал Дойча в его работе, снабжая его камнями. Большую группу его работ составляют двенадцать цилиндрических удостоверяющих печатей, отлитых из золота или серебра и служивших либо предметами искусства, например, настенными украшениями, либо брошами. Мотив раскатывали как минимум дважды, но обычно несколько раз, создавая декоративные узоры. Рулоны обычно изготавливались по мотивам оригинальных древних печатей.
Дойч работал как для католической церкви (работа над дарохранительницей часовни «Мадонна среди руин» в Кёльне совместно с Тресков), так и для синагог (например, корона и щит Торы для Кёльнской синагоги). Также совместно с Тресков он создал чемпионский кубок для чемпионата Германии по футболу. Предыдущий трофей, статуя богини победы Виктории, был утерян во время Второй мировой войны. Он сделал ожерелье для лыжницы Рози Миттермайер, которое она считала своим талисманом. С ним она одержала победу на Олимпийских играх в Инсбруке в 1976 году. Миттермайер и Кристиан Нойройтер получили пять удостоверяющих печатей в качестве свадебного подарка от Дойча, который был их другом.
Фриц Дойч умер в Кельне в 1990 году. Его вещи находятся в Кёльнском городском центре документации национал-социализма. Копия кубка чемпионата Германии по футболу будет выставлена в будущем музее МиКва (MiQua) в Кёльне, посвященном еврейской истории города.